# Konrad II. (Welfen)
Konrad II. war der älteste Sohn des Grafen Konrad I. von Auxerre, der lange Jahre der Berater seiner Schwäger, des Kaisers Ludwigs des Frommen († 840) und des Königs Ludwig des Deutschen 859 gewesen war, bevor er sich – gemeinsam mit seinen Söhnen Konrad III. und Hugo Abbas – seinem leiblichen Neffen Karl dem Kahlen anschloss, und dadurch sämtliche Titel und Grafschaften im Ostfrankenreich verlor.
Da Konrad I. mit der Grafschaft Auxerre entschädigt worden war, erbte Konrad II. diesen Titel, als sein Vater vermutlich 863 starb. Er scheint jedoch bald darauf in Ungnade gefallen zu sein, da Karl der Kahle ihm die Grafschaft entzog, und er an den Hof von dessen Neffen Lothar II. zog. Lothar II. und sein Bruder Ludwig II. übertrugen ihm die Aufgabe, das aufständische Transjuranien, das Land zwischen Jura und Alpen zu unterwerfen, wo weder Lothar II. noch Ludwig II. herrschte (Lothar hatte das Gebiet 859 an Ludwig abgetreten), sondern der Bosonide Hugbert, Lothars Schwager.
Konrad II. löste die gestellte Aufgabe, indem er 864 Hugbert bei Orbe in der Waadt schlug und zwei Jahre später, 866, als Markgraf selbst die Herrschaft in Transjuranien übernahm.
Konrads Todesjahr ist nicht bekannt. Bekannt ist lediglich, dass sein Sohn Rudolf I. bereits 872 als Markgraf von Transjuranien bezeichnet wird.
Konrad und seine Ehefrau Waldrada hatten (mindestens) zwei Kinder:
- Rudolf I., † 25. Oktober 912, 872 Markgraf von Transjuranien, 878 Graf, 888 Proklamation in Saint-Maurice-d’Agaune zum König von Burgund; ⚭ Willa von Burgund
- Adelheid, 921–928/929 bezeugt, erhält 888 von ihrem Bruder das Kloster Romainmôtier auf Lebenszeit ⚭ Richard der Gerichtsherr (Richard le Justicier), † 921, Herzog von Burgund (Buviniden)

In den Dokumenten tritt zur gleichen Zeit ein Markgraf Konrad II. von Burgund auf, dessen Tochter Adelgunde 890/902 bezeugt ist, und die den Stammvater der Ezzonen, Erenfried I., 866/904 bezeugt, 877 Graf im Bliesgau, 895 Graf von Charmois, heiratete. Die Analogie zum Welfen Konrad II. ist augenfällig, die Identität jedoch nicht nachgewiesen.